# Palmyre Buyst
Palmyre Maria Ludovica Buyst (Ledeberg, 22 november 1875 – Bouillon, 4 augustus 1957) was een Belgische pianiste, lerares en componiste.

## Beroepsleven
Palmyre Buyst studeerde aan het Koninklijk Conservatorium van Gent bij Adolphe Samuel voor fuga, Max Heynderickx voor piano en Gustave Beyer voor kamermuziek. Daarnaast studeerde ze piano bij Arthur De Greef. In 1895 werd ze assistent-docente piano aan het Koninklijk Conservatorium van Gent en in 1901 adjunct-docent. Haar dochter Jane Vignery was violiste en componiste.
In 1897 en 1902 trad Buyst op in een reeks kamermuziekconcerten in Brussel samen met de violist Nicolas Laoureux.
Zij was een actief componiste die schreef voor piano, orgel, kamermuziek, zang en orkest.

## Werken
In 1996 werd het persoonlijk archief van Buyst met manuscripten, publicaties en ander materiaal geschonken aan de Muziekbibliotheek van Gent. Tot haar composities behoren onder meer:
- Mélodie voor zang en piano (1892)
- Nocturne voor piano (1894)
- Fuga voor strijkkwartet (1898)
- Andante voor symfonieorkest (1898)
- Andromède, cantate (1898)
- Allegro symphonique (1899)
- Ave Maria voor sopraan, koor en orkest (1900)
- Sonate voor viool en piano (1910)